# نیو گیم پلاس
نیو گیم پلاس (انگلیسی: New Game Plus) یا نیو گیم+ (NG+) یک حالت باز شدنی در بازی ویدئویی است که به بازیکن اجازه می‌دهد پس از به پایان رساندن بازی حداقل یک‌بار، اگر بار دیگری بازی‌ای شروع کردند ویژگی‌هایی که در بار نخست نبودند را به بازی کردن دوباره می‌افزاید، مانند نگه‌داشتن امتیازها و آیتم‌های دفعه نخست. نیو گیم پلاس بیشتر در بازی‌های ویدئویی نقش‌آفرینی دیده می‌شود. 